# Этерно, Огюст
Огюст Шарль Франсуа Этерно (нем. Auguste Charles François Eternod; 1854—1932) — швейцарский гистолог, эмбриолог и педагог; доктор медицины.

## Биография
Огюст Этерно родился 18 июня 1854 года. Изучал медицину и естественные науки в Лозанне, Лейпциге, Базеле, Париже и Женевском университете, где в 1879 году защитил диссертацию на тему: «Recherches sur les affections chroniques des ganglions trachéobronchiques et les suites de ces affections» и получил степень доктора медицины и место ассистента по патологической анатомии.
С 1881 года Огюст Шарль Франсуа Этерно читал в Женеве курс гистологии и стоматологии, в 1882 года — экстраординарный, в 1887 году — ординарный профессор нормальной гистологии, эмбриологии и стоматологии при Женевском университете. 
Ученые труды Этерно касаются преимущественно нормальной и патологической гистологии, патологической анатомии, эмбриологии и физиологии человека.
Огюст Шарль Франсуа Этерно умер 25 января 1932 года.

## Избранная библиография
- «Des illusions optiques dans les observations du microscope» («Revue etc.», 1884);
- «Sur un cas de régénération de la rate etc. chez le renard» («Revue etc.», 1885);
- «La cellule en général, au point de vue morphologique, physico-chimique et physiologique» («Journ. de micrographie du Dr. Pelletan», 1886);
- «Contribution à l'étude de la variolo-vaccine» («Revue méd. Suisse rom.», 1892);
- «Premiers stades de la circulation sanguinaire de l’oeuf et de l’embryon humain» («Verh. schweiz. naturf. Ges.», 1898);
- «De la distribution des efforts mécaniques dans l’appareil masticateur» («C.-R. XIII congr. de méd. Paris», 1900);
- «L’anse veineuse vitelline des Primates (Hommes et Quadrumanes)» («C.-R. de l’Assoc. d. anat.», IV session, Монпелье, 1902).